# 카로시 (비디오 게임)
《카로시》는 요요 게임즈에서 개발 및 배급하는 플랫폼/퍼즐 장르의 비디오 게임이다. 네덜란드의 게임 디자이너인 제스 벤브룩스에 의해 디자인되었다.
카로시는 일본어로 과로사라는 뜻이며, 이는 게임 내 주인공인 "미스터 카로시"의 목표이기도 하다.
게임은 레벨 단위로 구성되어 있다. 특정 레벨에 돌입하면 플레이어는 주인공 캐릭터를 자살시키기 위해 각 레벨별로 준비된 퍼즐을 풀어야 한다. 퍼즐을 풀어 "미스터 카로시"가 자살하게 되면 그 레벨은 클리어되며, 다음 레벨을 플레이 할 수 있게 된다.

## 시리즈
같은 시리즈의 게임 중 PC 버전(윈도)으로는 카로시 (비디오 게임), 카로시 2.0, 카로시 팩토리, Flash 버전으로는 카로시 : 자살 샐러리맨, 수퍼 카로시, 그리고 모바일 버전으로는 미스터 카로시가 있다.

### 카로시
카로시 시리즈의 첫 게임이다. 총 25레벨로 이루어져 있으며, 윈도용이다.
마마

### 카로시 2.0
카로시 시리즈의 인기에 힘입어 등장한 두 번째 게임이다. 전작인 카로시와 같은 기본구조를 지니는 추가적인 50레벨로 구성되어 있다. 윈도용 게임이다.
엣지 매거진에서 2008년 6월에 이달의 게임으로 선정되기도 했다.

### 카로시 팩토리
카로시 시리즈의 기본적인 조작법은 동일하나, 전작들과는 달리 여러명의 캐릭터를 조종해서 모두가 자살하도록 만드는 것이 목적이다. 총 25레벨이며 윈도용이다.
공동 개발자로, 음원 작업에 참여한 제이크 알몬드가 있다.

### 카로시: 자살 샐러리맨
카로시 시리즈 중 처음으로 웹용으로 빌드된 버전이다. 플래시로 개발되었으며, 총 50레벨이다.
공동 개발자로는 프로그래밍을 한 피터 그로네웨그와 그래픽 작업을 한 페리 스판스가 있다.

### 수퍼 카로시
카로시 시리즈의 기본 조작방식에, 추가적으로 '죽지 않는 수퍼맨'이라는 설정이 추가된 게임이다. 총 60레벨이며, 카로시 : 자살 샐러리맨과 마찬가지로 웹용으로 빌드된 플래시게임이다.
공동 개발자로, 음원 작업에 참여한 제이크 알몬드가 있다.

### 미스터 카로시
2011년 2월 9일에는 iOS용으로 출판된, 첫 모바일버전의 카로시 시리즈이다. 총 50레벨이며, 조작방식은 웹이나 PC에서 즐기던 기존과 비슷하다. PC보다 조금 어렵다.

### 시리즈별 링크

#### 카로시
- (영어) Loss of Death: Suicide in Videogames - GameSpy Articles
- (영어) Indie or Die 보관됨 2017-12-29 - 웨이백 머신 - Escapist Magazine

#### 카로시 2.0
- (영어) Karoshi 2.0 - TIG Source
- (영어) Karoshi 2.0 - TIG Source

#### 카로시: 자살 샐러리맨
- (영어) Suicide is Painless, Even fun - Kotaku